# خوسيه أنطونيو لوكي راميريز
خوسيه أنطونيو لوكي راميريز (بالإسبانية: José Antonio Luque Ramírez)‏ هو لاعب كرة قدم إسباني في مركز حراسة المرمى، ولد في 16 فبراير 1974 في مرشانة في إسبانيا. لعب مع إشبيلية أتلتيكو وإيسيخا بالومبيي وريكرياتيفو.

## وصلات خارجية
- خوسيه أنطونيو لوكي راميريز على موقع قاعدة بيانات كرة القدم.إي يو (الإنجليزية)